# Harold Bridges
Harold Bridges (1915 – 1989) là một cầu thủ bóng đá người Anh, thi đấu ở vị trí tiền đạo tầm xa ở Football League cho Tranmere Rovers.